# Anadyr
Nejvýchodnější ruské město Anadyr (rusky Анадырь, čuksky Кагыргын [Kagyrgyn]) je administrativní centrum Čukotského autonomního okruhu. Leží na pobřeží Anadyrského zálivu Beringova moře. Do moře zde ústí stejnojmenná řeka. Žije zde 12 998 obyvatel (2023). Město Anadyr leží asi 6 200 km východně od Moskvy.

## Historie
V první polovině 17. století dorazili do oblasti budoucího Anadyru první ruští průzkumníci, kteří objevili domorodé národy na Čukotce. V lednu 1649 se zbytky Děžněvovy expedice (rozptýlené bouří a vržené na jižní pobřeží Čukotky) dostaly k ústí řeky Anadyr. Po přezimování se tito objevitelé dostali 18 km proti proudu řeky, kde postavili zimní tábor, pojmenovaný Anadyrský ostroh. V roce 1664 byl založen Nižněkolymský ostroh, který se stal spolu s Anadyrským ostrohem základnou pro další expedice. Děžněv uložil domorodým národům v povodí řeky Anadyr povinnost platit jasak. Domorodé kmeny se vzpíraly jasaku a snažily se utíkat dál od Rusů a tím vznikly první kmenové války. Čukčové opouštěli oblast ruského vlivu a naopak Korjaci a Jukagiři hledali u Rusů ochranu před Čukči.
První expedice do povodí řeky Anadyr byly organizovány obchodníky za účelem získání mrožích klů a kožešin. 
Roku 1729 byla podniknuta velká vojenská výprava pod vedením jakutského kozáka Afanasije Šestakova s cílem vnutit jasak Čukčům, ale byla poražena. Ve 30. a 40. letech 18. století byly podnikány další pokusy o ovládnutí domorodých kmenů. Ke konci 18. století se rozhodla i ruská vláda zasáhnout na Čukotce a na deset let odpustila Čukčům povinnost platit jasak, pokud pomohou s pacifikací ostatních kmenů. S příchodem vládních úředníků začali přicházet do oblasti řeky Anadyr také první ruští stálí osadníci, nejen objevitelé a obchodníci.
3. srpna 1889 byla založena osada Novo-Mariinsk, počet obyvatel nové osady ale rostl pomaleji, než se předpokládalo. Až po objevu ložisek zlata a dostavění rozhlasové stanice roku 1914, která umožňovala rádiové spojení s městy Petropavlovsk, Ochotsk a Nome začalo stoupat přistěhovalectví z ostatních končin Ruska a počet obyvatel rychle rostl.
Po ustanovení sovětské moci nad Kamčatkou a Čukotkou došlo v roce 1923 na přejmenování Novo-Mariinsku na Anadyr. V padesátých letech došlo k velkému rozvoji osady, budovaly se obytné čtyřpodlažní budovy. V roce 1961 se město stalo důležitým přístavem, vesnice se rozšiřovala i do tundry. V roce 1965 byl Anadyr povýšen na město. Roku 1973 byla v okolí Anadyru nalezena ropná ložiska.

## Obyvatelstvo
Vývoj počtu obyvatel udává graf níže.

## Hospodářství
V Anadyru a jeho okolí se těží uhlí. Důležitým zaměstnavatelem je rybí konzervárna.
V okolí se těží zlato a nachází se zde jedna z největších větrných elektráren v Rusku – větrná farma Anadyr.
Rozvíjí se chov sobů, rybolov a lov.
V Anadyru byly vybudovány skleníky pro celoroční pěstování zeleniny (zejména rajčat a okurek). Tyto skleníky byly vybudovány nákladem 321 mil. rublů a v roce 2023 pokrývaly asi pětinu spotřeby zeleniny v Anadyru.

## Doprava
Město je důležitým přístavem Beringova moře. Nachází se zde také letiště.